# Альбертіна Карлссон
Альбертіна Карлссон (швед. Albertina Carlsson; 12 червня 1848, Стокгольм — 25 грудня 1930, Стокгольм) — шведська зоологиня. Займалася переважно морфологією хребетних.

## Життєпис
Альбертіна Карлссон народилася 12 червня 1848 року в Стокгольмі, в родині кравця Андерса Петтера Карслссона і його дружини Анни-Марії, уродженої Йонссон. Навчалася в парафіяльній початковій школі, а потім відвідувала коледж для жінок-вчителів в Стокгольмі. Закінчивши навчання 1868 року, потім вона протягом 37 років працювала вчителькою в стокгольмських школах для дівчаток.
Під впливом одного з викладачів Зоологічного інституту, Вільгельма Лічі, Альбертіна почала цікавитися біологією. Не маючи диплома і не займаючи жодної офіційної посади, вона стала співробітником першої наукової установи при Стокгольмському університеті, Інституту зоотомії. Протягом сорока років Альбертіна, під керівництвом Лічі, проводила систематичні дослідження зразків, що містилися в колекціях інституту (зокрема, копалин). 1884 року її першу самостійну роботу, дослідження з анатомії водоплавних птахів, опубліковано як додаток до видання Шведської королівської академії наук. Наступного року Карлссон відзначено за неї премією Академії наук.
Основною галуззю інтересів Карлссон була морфологія хижаків і комахоїдних південно-східної Азії та Австралії. Вона також займалася ембріологією, філогенетикою і систематикою і опублікувала загалом близько 25 робіт, зокрема кілька монографій. 1927 року вона стала почесним доктором Стокгольмського університету.
Альбертіна Карлссон зберегла інтерес до науки до похилого віку і нерідко виступала по радіо, закликаючи громадськість підтримати діяльність Зоологічного інституту.
Вона померла 25 грудня 1930 року в Стокгольмі.